# Den lille Don Juan
Den lille Don Juan er en dansk stumfilm fra 1920, der er instrueret af Lau Lauritzen Sr. efter manuskript af Frederik Buch og A.V. Olsen.

## Handling
Denne artikel mangler et handlingsreferat. Hjælp os med at skrive det.